# Delray Beach International Tennis Championships 2015
Delray Beach International Tennis Championships 2015 byl tenisový turnaj pořádaný jako součást mužského okruhu ATP World Tour, který se hrál v areálu Delray Beach Tennis Center na otevřených dvorcích s tvrdým povrchem. Konal se mezi 16. až 22. únorem 2015 ve floridském Delray Beach jako 23. ročník turnaje.
Turnaj s rozpočtem 549 230 dolarů patřil do kategorie ATP World Tour 250. Nejvýše nasazeným hráčem ve dvouhře byl patnáctý hráč žebříčku Kevin Anderson z Jihoafrické republiky. Singlovou trofej vyhrál chorvatský hráč Ivo Karlović a soutěž čtyřhry opanovaly světové jedničky Bob a Mike Bryanovi.

## Rozdělení bodů a finančních odměn

### Rozdělení bodů
| Soutěž       | vítězové | finalisté | semifinalisté | čtvrtfinalisté | 16 v kole | 32 v kole | Q  | Q3 | Q2 | Q1 |
| ------------ | -------- | --------- | ------------- | -------------- | --------- | --------- | -- | -- | -- | -- |
| dvouhra mužů | 250      | 150       | 90            | 45             | 20        | 0         | 12 | 6  | 0  | 0  |
| čtyřhra mužů | 250      | 150       | 90            | 45             | 0         |           |    |    |    |    |

### Finanční odměny
| Soutěž                              | vítězové | finalisté | semifinalisté | čtvrtfinalisté | 16 v kole | 32 v kole |
| ----------------------------------- | -------- | --------- | ------------- | -------------- | --------- | --------- |
| dvouhra                             | $84 250  | $44 370   | $24 000       | $13 700        | $8 070    | $4 780    |
| čtyřhra                             | $26 980  | $14 180   | $7 680        | $4 400         | $2 580    |           |
| částka ve čtyřhře je uvedena na pár |          |           |               |                |           |           |

## Mužská dvouhra

### Nasazení
| Stát                         | Hráč                | ATP | Nasazení |
| ---------------------------- | ------------------- | --- | -------- |
| Jižní Afrika                 | Kevin Anderson      | 15. | 1.       |
| USA                          | John Isner          | 18. | 2.       |
| Ukrajina                     | Alexandr Dolgopolov | 23. | 3.       |
| Chorvatsko                   | Ivo Karlović        | 25. | 4.       |
| Francie                      | Adrian Mannarino    | 40. | 5.       |
| USA                          | Sam Querrey         | 41. | 6.       |
| USA                          | Steve Johnson       | 42. | 7.       |
| Srbsko                       | Viktor Troicki      | 44. | 8.       |
| Žebříček ATP k 9. únoru 2015 |                     |     |          |

### Jiné formy účasti
Následující hráči obdrželi divokou kartu do hlavní soutěže:
- Stefan Kozlov
- Denis Kudla
- Andrej Rubljov

Následující hráči se probojovali do hlavní soutěže z kvalifikace:
- Thanasi Kokkinakis
- Jošihito Nišioka
- Eric Quigley
- John-Patrick Smith

### Odhlášení
před zahájením turnaje
- Benjamin Becker → nahradil jej Stéphane Robert
- Marin Čilić → nahradil jej Dustin Brown
- Juan Martín del Potro → nahradil jej Tim Smyczek
- Jack Sock → nahradil jej Filip Krajinović
- Radek Štěpánek → nahradil jej Viktor Troicki

### Skrečování
- Michail Kukuškin (nemoc)
- Sam Querrey (poranění zad)

## Mužská čtyřhra

### Nasazení
| Stát                                                                                  | Hráč          | Stát      | Hráč           | ATP | Nasazení |
| ------------------------------------------------------------------------------------- | ------------- | --------- | -------------- | --- | -------- |
| USA                                                                                   | Bob Bryan     | USA       | Mike Bryan     | 2.  | 1.       |
| Jižní Afrika                                                                          | Raven Klaasen | Indie     | Leander Paes   | 52. | 2.       |
| Chorvatsko                                                                            | Ivan Dodig    | Bělorusko | Max Mirnyj     | 58. | 3.       |
| Austrálie                                                                             | Samuel Groth  | Austrálie | Chris Guccione | 69. | 4.       |
| Žebříček ATP k 9. únoru 2015; číslo je součtem žebříčkového postavení obou členů páru |               |           |                |     |          |

### Odhlášení
v průběhu turnaje
- Sam Querrey (poranění zad)

## Přehled finále

### Mužská dvouhra
- Ivo Karlović vs.  Donald Young, 6–3, 6–3

### Mužská čtyřhra
- Bob Bryan /  Mike Bryan vs.  Raven Klaasen /  Leander Paes, 6–3, 3–6, [10–6]